# Mateusz Skrzypczak
Mateusz Skrzypczak (Poznań, 22 agosto 2000) è un calciatore polacco, difensore dello Jagiellonia.

## Biografia
Anche suo padre Mariusz lavora per il Lech Poznan, di cui è il team manager. Suo fratello Maciej, invece, gioca per la squadra Wiara Lecha, composta principalmente dai tifosi del Lech Poznan e militante in 5. Liga, sesto livello del calcio polacco.

## Caratteristiche tecniche
In carriera ha alternato il ruolo di difensore centrale a quello di mediano. 
Nel Lech Poznań ha giocato principalmente giocato come centrocampista, mentre una volta passato allo Jagiellonia, è stato schierato al centro di una difesa a 3.

## Carriera

### Club
Dopo aver completato la trafila con le giovanili del Lech Poznan, Skrzypczak esordisce in prima squadra il 20º aprile 2019 in occasione della gara di campionato contro lo Jagiellonia, subentrando a Pedro Tiba. Il 24º settembre 2019, durante la gara di Coppa di Polonia contro il Chrobry Glogow, realizza il suo primo gol da professionista. 
Il 4 agosto 2020 passa in prestito annuale al Puszcza Niepołomice, militante in I liga, secondo livello del campionato polacco. Debutta con la nuova maglia il 14 agosto seguente, giocando per intero la gara di Puchar Polski contro il Jaguar Gdańsk vinta 1-4. In campionato, dopo aver giocato la prima partita contro il Resovia, si ritrova rilegato in panchina per alcune settimane, giocando appena quattro minuti contro Jastrzębie e Widzew Łódź. Torna a giocare quindici minuti contro il Miedź Legnica, e da quel momento riconquista una maglia da titolare, venendo schierato sia a centrocampo che in difesa. Nonostante questo, a gennaio il Lech Poznań lo richiama alla base, prima di girarlo nuovamente in prestito in I liga, stavolta allo Stomil Olsztyn. 
Alla seconda gara con lo Stomil, sul campo dell'Odra Opole, riceve il primo cartellino rosso da professionista. Ciononostante, continua a giocare con regolarità per tutto il corso della stagione, ritagliandosi un ruolo da protagonista. Al termine della stagione, fa ritorno al Lech.
Dopo una stagione passata a metà fra prima squadra e riserve, il 23 maggio 2022 viene ufficializzato il suo passaggio a titolo definitivo allo Jagiellonia Białystok, dopo 17 anni passati con la maglia dei kolejorz.

### Nazionale
Ha giocato nelle nazionali giovanili polacche Under-15, Under-16, Under-17 ed Under-18.
Il 30 settembre 2024 viene convocato per la prima volta in nazionale maggiore, con cui ha esordito il 6 giugno 2025 nell'amichevole vinta per 2-0 contro la Moldavia.

## Statistiche

### Presenze e reti nei club
Statistiche aggiornate al 23 maggio 2022.
| Stagione              | Squadra               | Campionato            | Campionato | Campionato | Coppe nazionali | Coppe nazionali | Coppe nazionali | Coppe continentali | Coppe continentali | Coppe continentali | Altre coppe | Altre coppe | Altre coppe | Totale | Totale |
| Stagione              | Squadra               | Comp                  | Pres       | Reti       | Comp            | Pres            | Reti            | Comp               | Pres               | Reti               | Comp        | Pres        | Reti        | Pres   | Reti   |
| --------------------- | --------------------- | --------------------- | ---------- | ---------- | --------------- | --------------- | --------------- | ------------------ | ------------------ | ------------------ | ----------- | ----------- | ----------- | ------ | ------ |
| 2017-2018             | Lech Poznań II        | 3L                    | 4          | 0          | PP              | 0               | 0               | -                  | -                  | -                  | -           | -           | -           | 4      | 0      |
| 2018-2019             | Lech Poznań II        | 3L                    | 20         | 1          | PP              | 0               | 0               | -                  | -                  | -                  | -           | -           | -           | 20     | 1      |
| 2019-2020             | Lech Poznań II        | 2L                    | 16         | 0          | PP              | 0               | 0               | -                  | -                  | -                  | -           | -           | -           | 16     | 0      |
| 2021-2022             | Lech Poznań II        | 2L                    | 11         | 0          | PP              | 0               | 0               | -                  | -                  | -                  | -           | -           | -           | 11     | 0      |
| Totale Lech Poznan II | Totale Lech Poznan II | Totale Lech Poznan II | 51         | 1          |                 | 0               | 0               |                    | -                  | -                  |             | -           | -           | 51     | 1      |
| 2018-2019             | Lech Poznań           | EK                    | 3          | 0          | PP              | 0               | 0               | -                  | -                  | -                  | -           | -           | -           | 3      | 0      |
| 2019-2020             | Lech Poznań           | EK                    | 2          | 0          | PP              | 2               | 1               | -                  | -                  | -                  | -           | -           | -           | 4      | 1      |
| 2020-gen.2021         | Puszcza Niepołomice   | 1L                    | 13         | 0          | PP              | 1               | 0               | -                  | -                  | -                  | -           | -           | -           | 14     | 0      |
| gen. -mag. 2021       | Stomil Olsztyn        | 1L                    | 14         | 0          | PP              | 0               | 0               | -                  | -                  | -                  | -           | -           | -           | 13     | 0      |
| 2021-2022             | Lech Poznań           | EK                    | 2          | 0          | PP              | 5               | 0               | -                  | -                  | -                  | -           | -           | -           | 7      | 0      |
| 2022-2023             | Jagiellonia           | EK                    | 25         | 1          | PP              | 0               | 0               | -                  | -                  | -                  | -           | -           | -           | 25     | 1      |
| Totale carriera       | Totale carriera       | Totale carriera       | 126        | 2          |                 | 8               | 1               |                    | -                  | -                  |             | -           | -           | 134    | 3      |

### Cronologia presenze e reti in nazionale
| Cronologia completa delle presenze e delle reti in nazionale ― Polonia | Cronologia completa delle presenze e delle reti in nazionale ― Polonia | Cronologia completa delle presenze e delle reti in nazionale ― Polonia | Cronologia completa delle presenze e delle reti in nazionale ― Polonia | Cronologia completa delle presenze e delle reti in nazionale ― Polonia | Cronologia completa delle presenze e delle reti in nazionale ― Polonia | Cronologia completa delle presenze e delle reti in nazionale ― Polonia | Cronologia completa delle presenze e delle reti in nazionale ― Polonia |
| Data                                                                   | Città                                                                  | In casa                                                                | Risultato                                                              | Ospiti                                                                 | Competizione                                                           | Reti                                                                   | Note                                                                   |
| ---------------------------------------------------------------------- | ---------------------------------------------------------------------- | ---------------------------------------------------------------------- | ---------------------------------------------------------------------- | ---------------------------------------------------------------------- | ---------------------------------------------------------------------- | ---------------------------------------------------------------------- | ---------------------------------------------------------------------- |
| 6-6-2025                                                               | Varsavia                                                               | Polonia                                                                | 2 – 0                                                                  | Moldavia                                                               | Amichevole                                                             | -                                                                      |                                                                        |
| 10-6-2025                                                              | Helsinki                                                               | Finlandia                                                              | 2 – 1                                                                  | Polonia                                                                | Qual. Mondiali 2026                                                    | -                                                                      |                                                                        |
| Totale                                                                 |                                                                        | Presenze                                                               | 2                                                                      |                                                                        | Reti                                                                   | 0                                                                      |                                                                        |

## Palmarès

### Club

#### Competizioni nazionali
- Campionato polacco: 2

Lech Poznań: 2021-2022
Jagiellonia: 2023-2024

#### Competizioni giovanili
- Centralna Liga Juniorów: 1

Lech Poznań: 2017-2018